# Stenocercus aculeatus
Stenocercus aculeatus — вид ігуаноподібних ящірок родини Tropiduridae. Мешкає в Еквадорі і Перу. Раніше вважався конспецифічним з Stenocercus angulifer.

## Поширення і екологія
Stenocercus aculeatus мешкають на південному сході Еквадору, в провінції Самора-Чинчипе, та на північному сході Перу, в регіонах Ла-Лібертад, Лорето і Сан-Мартін. Вони живуть у вологих тропічних лісах в низовинах і передгір'ях. Зустрічаються на висоті від 723 до 1311 м над рівнем моря.